# مایکل کریگان
مایکل کریگان (انگلیسی: Michael Kerrigan؛ ‏ ۲ نوامبر ۱۹۵۲ – ۷ اوت ۲۰۱۴) کارگردان تلویزیونی اهل بریتانیا بود.
از فیلم‌ها یا مجموعه‌های تلویزیونی که وی در آن‌ها نقش داشته‌است، می‌توان به ماجراهای سارا جین، خیابان کورونیشن و ققنوس و قالیچه اشاره نمود.